# Infosat Télécom
Infosat Télécom  est un opérateur français et fournisseur d'accès à Internet créé en septembre 1995 et spécialisé dans la fourniture d'Internet en zone blanche ADSL au moyen de technologies Wireless (type Wi-Fi) grâce à la technologie Airmax afin de répondre aux besoins des communes qui ne peuvent bénéficier d'un signal ADSL en raison de leur éloignement des centraux téléphoniques.
Infosat Télécom a obtenu l'autorisation d'expérimentation de l'ARCEP pour expérimenter la technologie « Super Wifi » et devient le premier opérateur en France à disposer de cette licence expérimentale.
La société est cotée à la Bourse de Paris sur le Marché Libre.
En 2018, Infosat Télécom devient WeAccess Group et est introduit au marché Euronext.
Cette même année, L'ARCEP a concédé à WeAccess Group une licence radio 4G pour l'internet fixe sur le département du Loiret sur la bande de fréquence 3,4 Ghz à 3,6 Ghz.
En 2021, WeAccess obtient l'autorisation auprès de l'ARCEP d'exploiter la bande 2,6 Ghz à des fins de couverture indoor des bâtiments pour son offre Private LTE (ou 4G privée).